# Iong Kim Fai
Iong Kim Fai (chinês tradicional: 容儉輝; Macau, 12 de janeiro de 1989) é um atleta macaense que compete nas provas dos 110 metros com barreiras. Representou Macau no Campeonato do Mundo de Atletismo em pista coberta e ao ar livre.
Seus melhores recordes foram de 14,23 segundos na prova dos 110 metros com barreiras e de 8,34 segundos na prova dos 60 metros com barreiras (ambos em 2014). Ganhou a medalha de ouro nos Jogos da Lusofonia de 2014, realizados em Goa e em 2015 foi galardoado com o Prémio Honorário na Eleição dos Atletas Excecionais de Macau,  realizada pelo Instituto do Desporto, pelo Semanário Desportivo de Macau e pela Teledifusão de Macau.

## Recordes nas competições
| Ano                 | Competição                                        | Local                  | Posição             | Evento                   | Notas                |
| Representando Macau | Representando Macau                               | Representando Macau    | Representando Macau | Representando Macau      | Representando Macau  |
| ------------------- | ------------------------------------------------- | ---------------------- | ------------------- | ------------------------ | -------------------- |
| 2006                | Campeonato Asiático Júnior de Atletismo           | Macau, China           | 18 (h)              | 110 metros com barreiras | 17,08                |
| 2007                | Jogos Asiáticos em Recinto Coberto                | Macau, China           | 13 (h)              | 60 metros com barreiras  | 9,13                 |
| 2009                | Jogos da Lusofonia                                | Lisboa, Portugal       | –                   | 110 metros com barreiras | Não terminou a prova |
| 2009                | Jogos Asiáticos em Recinto Coberto                | Hanói, Vietname        | 15 (h)              | 60 metros com barreiras  | 8,37                 |
| 2009                | Jogos da Ásia Oriental                            | Honguecongue, China    | 10 (h)              | 110 metros com barreiras | 15,22                |
| 2010                | Campeonato do Mundo de Atletismo em Pista Coberta | Doa, Catar             | 28 (h)              | 60 metros com barreiras  | 8,67                 |
| 2010                | Jogos Asiáticos                                   | Cantão, China          | 10 (h)              | 110 metros com barreiras | 14,78                |
| 2011                | Campeonato Asiático de Atletismo                  | Cobe, Japão            | 28 (h)              | 100 metros               | 12,61                |
| 2011                | Universíada de Verão                              | Shenzhen, China        | 30 (h)              | 110 metros com barreiras | 15,29                |
| 2011                | Campeonato do Mundo de Atletismo                  | Daegu, Coreia do Sul   | 32 (h)              | 110 metros com barreiras | 15,35                |
| 2012                | Campeonato do Mundo de Atletismo em Pista Coberta | Istambul, Turquia      | 27 (h)              | 60 metros com barreiras  | 8,41                 |
| 2013                | Universíada de Verão                              | Cazã, Rússia           | 19 (h)              | 110 metros com barreiras | 15,19                |
| 2013                | Campeonato do Mundo de Atletismo                  | Moscovo, Rússia        | 32 (h)              | 110 metros com barreiras | 15,10                |
| 2013                | Jogos da Ásia Oriental                            | Tianjin, China         | 9                   | 110 metros com barreiras | 14,49                |
| 2014                | Jogos da Lusofonia                                | Goa, Índia             | 1                   | 110 metros com barreiras | 14,47                |
| 2014                | Campeonato Asiático de Atletismo em Pista Coberta | Hancheu, China         | 12 (h)              | 60 metros com barreiras  | 8,44                 |
| 2014                | Campeonato do Mundo de Atletismo em Pista Coberta | Sopot, Polónia         | 27 (h)              | 60 metros com barreiras  | 8,34                 |
| 2014                | Jogos Asiáticos                                   | Incheon, Coreia do Sul | 13 (h)              | 110 metros com barreiras | 14,23                |
| 2014                | Jogos Asiáticos                                   | Incheon, Coreia do Sul | 7                   | 4 x 100 metros estafetas | 41,11                |
| 2015                | Campeonato Asiático de Atletismo                  | Wuhan, China           | 17 (h)              | 110 metros com barreiras | 14,46                |